# Ludwik III Bawarski
Ludwik III Bawarski, Ludwik I jako książę Dolnej Bawarii (ur. 9 października 1269 w Landshut; zm. 9 października 1296) – książę Dolnej Bawarii w latach 1290–1296.
Dziewiąte dziecko (drugi syn, który dożył do dorosłości) pierwszego księcia Dolnej Bawarii Henryka XIII Bawarskiego i Elżbiety węgierskiej, córki króla Węgier Beli IV i Marii Laskariny. Po śmierci ojca w 1290 roku objął rządy wspólnie z braćmi Ottonem III i Stefanem I. Wydawał wiele pieniędzy na utrzymanie dworu, przez co musiał zwiększać podatki.
Zmarł po sześciu latach panowania, nie pozostawiwszy potomstwa. W 1287 roku poślubił Izabelę (zm. 1335), córkę Fryderyka III Lotaryńskiego i Małgorzaty z Szampanii.
Z powodu numeracji Ludwika III cesarz Ludwik IV Bawarski również jako władca całej Bawarii jest zapisywany jako IV, mimo że władców całości Bawarii o tym imieniu przed Ludwikiem IV było dwóch.